# Pallacanestro ai Giochi europei
Il torneo di pallacanestro ai Giochi europei, si è svolto in tutte le edizioni della manifestazione multisportiva, in quanto la pallacanestro è uno dei principali sport in programma.
Gli incontri si sono svolti nel formato 3 contro 3.

## Torneo maschile
| Edizione | Sede     | Oro      | Argento  | Bronzo      |
| -------- | -------- | -------- | -------- | ----------- |
| 2015     | Baku     | Russia   | Spagna   | Serbia      |
| 2019     | Minsk    | Russia   | Lettonia | Bielorussia |
| 2023     | Cracovia | Lettonia | Belgio   | Polonia     |

## Torneo femminile
| Edizione | Sede     | Oro      | Argento | Bronzo      |
| -------- | -------- | -------- | ------- | ----------- |
| 2015     | Baku     | Russia   | Ucraina | Spagna      |
| 2019     | Minsk    | Francia  | Estonia | Bielorussia |
| 2023     | Cracovia | Lituania | Francia | Spagna      |

## Medagliere
Aggiornato alla terza edizione
| Pos.   | Paese       | Oro | Argento | Bronzo | Totale |
| ------ | ----------- | --- | ------- | ------ | ------ |
| 1      | Russia      | 3   | 0       | 0      | 3      |
| 2      | Lettonia    | 1   | 1       | 0      | 2      |
| 2      | Francia     | 1   | 1       | 0      | 2      |
| 4      | Lituania    | 1   | 0       | 0      | 1      |
| 5      | Spagna      | 0   | 1       | 2      | 3      |
| 6      | Estonia     | 0   | 1       | 0      | 1      |
| 6      | Belgio      | 0   | 1       | 0      | 1      |
| 6      | Ucraina     | 0   | 1       | 0      | 1      |
| 9      | Bielorussia | 0   | 0       | 2      | 2      |
| 10     | Serbia      | 0   | 0       | 1      | 1      |
| 10     | Polonia     | 0   | 0       | 1      | 2      |
| Totale | Totale      | 6   | 6       | 6      | 18     |